# HMS Somerset (1748)
HMS Somerset (1748) — 68-пушечный линейный корабль 3 ранга Королевского флота, четвертый корабль, названный Somerset. Авторы XIX века утверждают, что корабль был 64-пушечным. Однако распоряжения Адмиралтейства и записи верфи говорят, что все корабли этого типа задуманные как 70-пушечные, были официально перезаказаны как 68-пушечные, с сохранением 32-фунтовой нижней батареи.
Заказан 4 сентября 1746 года. Строился по уложению 1745 года. Спущен на воду 18 июля 1748 года на королевской верфи в Чатеме.

## Служба
1748 — декабрь, вступил в строй, капитан Томас Стертон (англ. Thomas Sturton). Брандвахта в Чатеме.
1750 — переведен в Ширнесс.
1752 — в резерв.
1753 — январь, вошел в строй, капитан Гарри Паулетт (англ. Harry Powlettt). Брандвахта в Чатеме.
1755 — март, капитан Френсис Гири (англ. Francis Geary). 22 апреля вышел в Северную Америку для присоединения к эскадре Боскавена.
Участвовал в Семилетней войне.
1756 — флагман вице-адмирала Генри Осборна (англ. Henri Osborne); январь, в крейсерстве; март, в составе флота Эдварда Хока (англ. Edward Hawke); летом с флотом Боскавена; ноябрь, с флотом Ноулза (англ. Knowles).
1757 — вышел в Америку в качестве подкрепления Холберну (англ. Holburne). 13 апреля совместно с HMS Dorsershire и HMS Rochester взял байонский приватир La Victoire.
1758 — капитан Эдвард Хьюз; был при штурме Луисбурга.
1759 — флагман Сондерса (англ. Saunders); 14 февраля вышел в Северную Америку, затем в Квебек; участвовал в высадке под Квебеком. Присоединился к флоту Хока после Киберона.
1760 — 21 мая ушел в Средиземное море.
1763 — капитан Джон Кларк (англ. John Clark); июнь, выведен в резерв и рассчитан.
1771 — январь, введен в строй, снова капитан Хьюз. Брандвахта в Плимуте.
1773 — 22 июня присутствовал на смотре флота в Спитхеде.
Участвовал в Американской революционной войне.
1774 — капитан Эдвард ле Крас (англ. Edward Le Cras); 24 октября вышел в Северную Америку (Бостон и Галифакс).
Его дозоры пропустили лодку Ревира в ночь его знаменитой поездки 18 апреля 1775 года, что повлияло на исход боев при Лексингтоне и Конкорде. После них Somerset прикрывал огнём отходящие в Бостон войска. Поддерживал армию в сражении при Банкер-Хилл.
Его шлюпка участвовала в инциденте при Челси-Крик (1775).
1776 — вернулся в Англию в марте-апреле для вывода в резерв. Капитан Джордж Урри (англ. George Ourry), брандвахта в Плимуте.
1777 — 10 апреля вышел в Северную Америку. Осенью 1777 года был в устье Делавэр.
1778 — июль-август, был при Санди-Хук и Лонг-Айленд.
Сел на мель и разбился во время шторма 2 ноября 1778 года в районе Провинстаун, Массачусетс. 21 человек утонул. Обломки сохранились и видны при низкой воде.